# Thaumatoxena nudistriga
Thaumatoxena nudistriga är en tvåvingeart som beskrevs av Ronald Henry Lambert Disney 1992. Thaumatoxena nudistriga ingår i släktet Thaumatoxena och familjen puckelflugor. Inga underarter finns listade i Catalogue of Life.